# 皮埃尔维尔
皮埃尔维尔（法語：Pierreville，法語發音：[pjɛʁvil] ⓘ）是加拿大魁北克省的一个自治市镇。